# Saint-Thomas-en-Royans
Saint-Thomas-en-Royans – miejscowość i gmina we Francji, w regionie Owernia-Rodan-Alpy, w departamencie Drôme.
Według danych na rok 1990 gminę zamieszkiwało 440 osób, a gęstość zaludnienia wynosiła 85 osób/km² (wśród 2880 gmin regionu Rodan-Alpy Saint-Thomas-en-Royans plasuje się na 1198. miejscu pod względem liczby ludności, natomiast pod względem powierzchni na miejscu 1502.).